# Affäre Béla Kun
Die Affäre Béla Kun oder Dinghoferkrise war eine skandalisierte Entscheidung des österreichischen Justizministers Franz Dinghofers über die Frage der Auslieferung Béla Kuns an Ungarn, die am 4. Juli 1928 zu dessen Rücktritt führte.

## Überblick
Béla Kun, der Führer der Ungarischen Räteregierung von 1919, floh nach deren Zusammenbruch nach Österreich. Er reiste weiter in die Sowjetunion, von wo er im April 1928 mit einem politischen Auftrag wieder nach Wien reiste. Dort wurde er jedoch erkannt und wegen „Geheimbündelei und Übertretung der verbotenen Rückkehr“ in Untersuchungshaft genommen. Daraufhin verlangte das Horthy-Regime die Auslieferung Kuns und beschritt dafür den Rechtsweg. In der Begründung für das Auslieferungsbegehren wurde die Ermordung dreier Offiziere angeführt. Nachdem das Landesgericht für Strafsachen Wien I das Ansinnen Ungarns abgelehnt hatte, gab das Oberlandesgericht Wien als Berufungsinstanz dem Auslieferungsbegehren statt. Die Entscheidung war dem Justizministerium zur Genehmigung vorzulegen. Justizminister Franz Dinghofer (GDVP) entschied jedoch nach Rücksprache mit Bundeskanzler Ignaz Seipel (CSP), dem Entscheid nicht zu entsprechen. Er berief sich dabei auf Artikel III des Auslieferungsabkommens mit Ungarn und argumentierte, den inkriminierenden Handlungen wäre ein politisches und kein kriminelles Motiv zugrunde gelegen. Trotz der Absprache mit Seipel behauptete die CSP-nahe Tageszeitung Reichspost, die Entscheidung Dinghofers sei politisch motiviert gewesen. Kun sei illegal eingereist, als „Sendling einer fremden Macht“, um in Österreich subversiven Tätigkeiten nachzugehen. Das alles würde offensichtlich mit Protektion der Großdeutschen Volkspartei (GDVP) erfolgen. Obwohl Kun wegen illegaler Einreise zu drei Monaten Haft verurteilt worden war und im Juli 1928 in die Sowjetunion abgeschoben wurde, verursachte der Artikel der Reichspost heftige Turbulenzen in der GDVP, die die Glaubwürdigkeit ihrer antimarxistischen Haltung bedroht sah.
Seipel bestätigte zwar auf Nachfrage des Vorstands des großdeutschen Klubs, hinter dem Verhalten des Justizministers zu stehen, dennoch wuchs der innerparteiliche Druck auf den Justizminister. Der Klub schickte ein Telegramm an Dinghofer, der sich zur Kur in Karlsbad befand, und forderte ihn zur umgehenden Rückkehr nach Wien auf. Dinghofer unterbrach seinen Kuraufenthalt nicht, sondern antwortete telegrafisch, dass er in der Sache mit dem Bundeskanzler Einvernehmen hergestellt habe. Jedoch übermittelte der Parteiobmann August Wotawa dem Abgeordnetenklub die Antwort in einer folgenschweren Abänderung: statt „Herstelle Einvernehmen mit Bundeskanzler“ berichtete er „Herstelle sofort Einvernehmen mit dem Bundeskanzler wegen Demission“. In der Folge sprach sich der großdeutsche Klub für den sofortigen Rücktritt Dinghofers als Justizminister aus, was diesem in einem Telefonat mitgeteilt wurde. Daraufhin bat Dinghofer Bundeskanzler Seipel telegrafisch um seine Entlassung aus der Bundesregierung, die am 4. Juli 1928 erfolgte.
In einem Schreiben an den Bundeskanzler begründete Dinghofer sein Verhalten mit der gebotenen Einhaltung der Rechtsnormen; Nach völkerrechtlichen Grundsätzen sei die Legitimität einer Regierung nicht zu prüfen und daher auch nicht die Methoden, die sie anwendet. Wenn eine Regierung wie jene Béla Kuns Grundbegriffe aufhebe, zählten Taten, die nach diesen Prinzipien begangen werden, „nicht zu gemeinen Delikten“. Auf diese juristische Argumentation ging die Großdeutsche Volkspartei jedoch nicht mehr ein, Parteiobmann Wotawa erklärte, dass Dinghofer in der Auslieferungsfrage Kuns parteipolitisch untragbar geworden sei. Vorläufig wurde Seipel mit der Fortführung der Geschäfte des Jusitzressorts betraut, am 6. Juli 1928 wurde Franz Slama als neuer Justizminister angelobt.

## Belege
1. 1 2 3 4  Robert Kriechbaumer: Die großen Erzählungen der Politik. Politische Kultur und Parteien in Österreich von der Jahrhundertwende bis 1945. Böhlau, Wien/Köln/Weimar 2001, ISBN 3-205-99400-0, S. 459f.
2. 1 2  Fritz Mayrhofer: Franz Dinghofer – Leben und Wirken (1873–1956). In: Historisches Jahrbuch der Stadt Linz 1969. Linz 1970, S. 11–152, hier S. 128–131 (ooegeschichte.at [PDF; 7,6 MB]).
3. ↑  Das Nein des Justizministers. In: Reichspost, 25. Juni 1928, S. 1 (online bei ANNO).